# إستيلا بلين
إستيلا بلين (بالفرنسية: Estella Blain)‏ هي مغنية وممثلة فرنسية، ولدت في 30 مارس 1930 في باريس في فرنسا، وتوفيت في 1982 في Port-Vendres ‏ في فرنسا بسبب إصابة بعيار ناري.

## وصلات خارجية
- إستيلا بلين على موقع IMDb (الإنجليزية)
- إستيلا بلين على موقع ألو سيني (الفرنسية)
- إستيلا بلين على موقع أول موفي (الإنجليزية)
- إستيلا بلين على موقع قاعدة بيانات الأفلام السويدية (السويدية)
- إستيلا بلين على موقع قاعدة بيانات الفيلم (الإنجليزية)
- إستيلا بلين على موقع كينوبويسك (الروسية)